# Lucas van Foreest
Lucas van Foreest (Hengelo, 3 marzo 2001) è uno scacchista olandese.
Ha ottenuto il titolo di Grande Maestro nel 2018, all'età di 17 anni.
Ha due fratelli, uno maggiore e l'altra minore: Jorden, anch'egli Grande Maestro, e Machteld, che invece è Maestro FIDE.

## Principali risultati

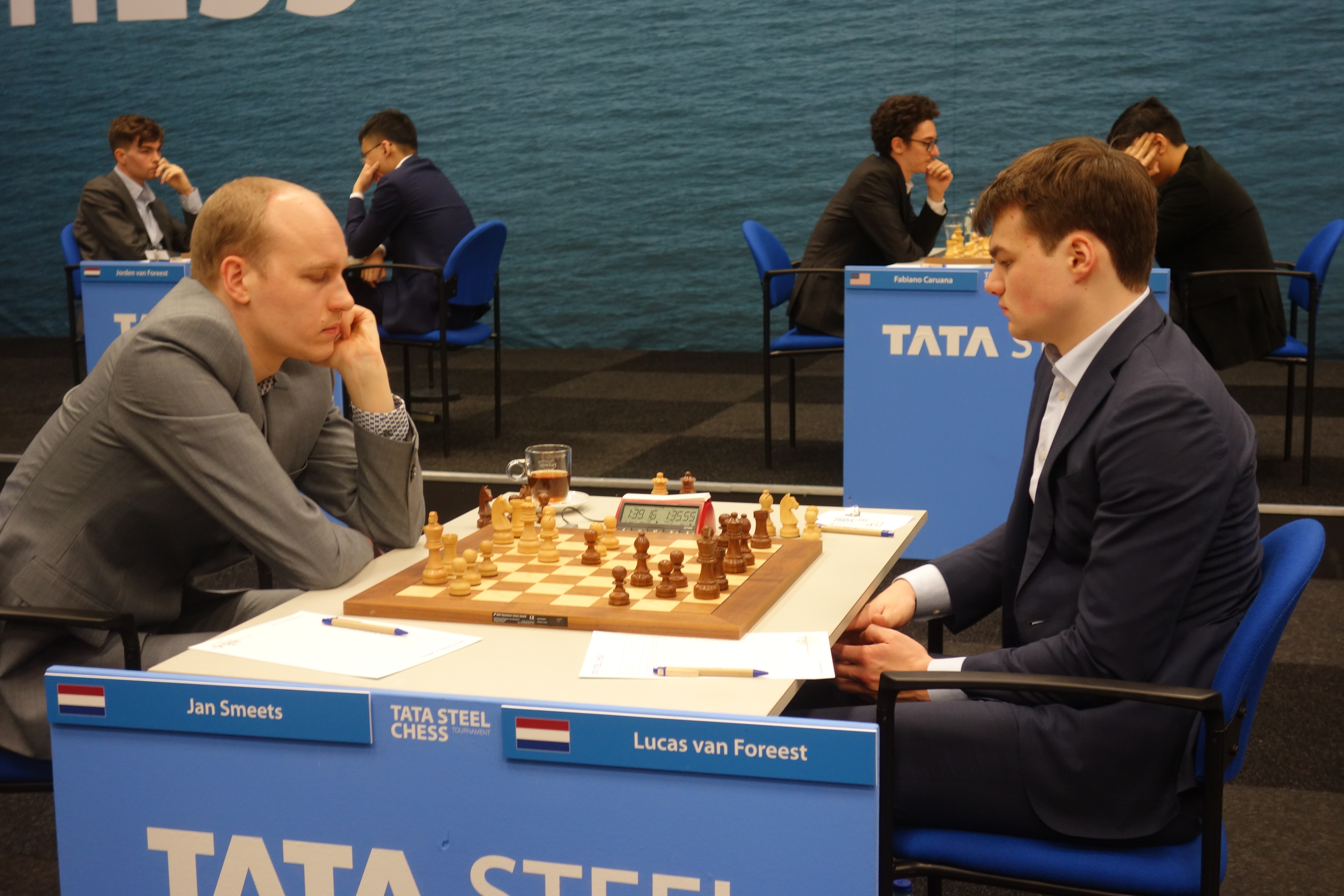
Contro Jan Smeets nel Tata Challengers 2020. Riconoscibili in secondo piano il fratello Jorden, a sinistra, e Fabiano Caruana, impegnati nel Master

- 2017 – in gennaio vince la sezione "Top Amateur" del torneo Tata Steel di Wijk aan Zee; in marzo è pari primo con Bobby Cheng (secondo dopo lo spareggio) nel Batavia Open; in agosto vince il torneo magistrale di Bruges.
- 2018 – in luglio è pari primo con Erwin L'Ami e Erik van den Doel nel campionato olandese open, ottenendo la terza norma di grande maestro; in ottobre la FIDE gli assegna ufficialmente il titolo di grande maestro.[1]
- 2019 – in luglio è pari primo nel Campionato olandese con suo fratello Jorden, vincendo poi il titolo nello spareggio.
- 2020 – in gennaio si classifica 8º su 14 giocatori nel torneo Tata Steel Challengers, con una performance di 2638 punti Elo.[2]
- 2022 - tra febbraio e marzo vince per spareggio tecnico sul Grande Maestro danese Boris Chatalbashev  il Kragero Resort International.[3]

## Collaborazioni
Al 2018 era allenato da Sergej Tivjakov.